# Callimico goeldii
O mico-de-goeldi (nome científico: Callimico goeldii), também chamado sagui-de-goeldi, soim-preto, mico-preto e taboqueiro, é o único representante do gênero Callimico conhecido atualmente e é um primata do Novo Mundo que habita a bacia Amazônica  no Peru, Bolívia, Brasil, Colômbia e Equador. É totalmente preto ou preto-amarronzado e seu nome foi dado em homenagem ao naturalista suíço Emil August Goeldi.
É o único Callitrichinae que possui três molares de cada lado da mandíbula, e também é o único gênero cujas fêmeas rotineiramente dão a luz filhotes únicos, ao invés de gêmeos.

## Taxonomia e sistemática

### Descrição original
A espécie foi descrita pelo mastozoólogo inglês Oldfield Thomas, em 1904, com base em uma pele enviada do Pará por Emílio Goeldi, então diretor do Museu Paraense que hoje leva seu nome. Na época, Thomas pensou ser um representante dos saguis amazônicos e classificou a espécie nova no gênero Midas (hoje Saguinus). Em 1912, Alípio de Miranda Ribeiro descreve o gênero Callimico e nele inclui uma nova espécie, Callimico snethlageri, em homenagem à Emília Snethlage, na época diretora do Museu Paraense Emílio Goeldi e responsável por comprar o holótipo em um mercado de Belém. O animal foi batizado no gênero Callimico, pois, segundo Miranda Ribeiro, representava uma forma intermediária entre Callicebus e Mico.

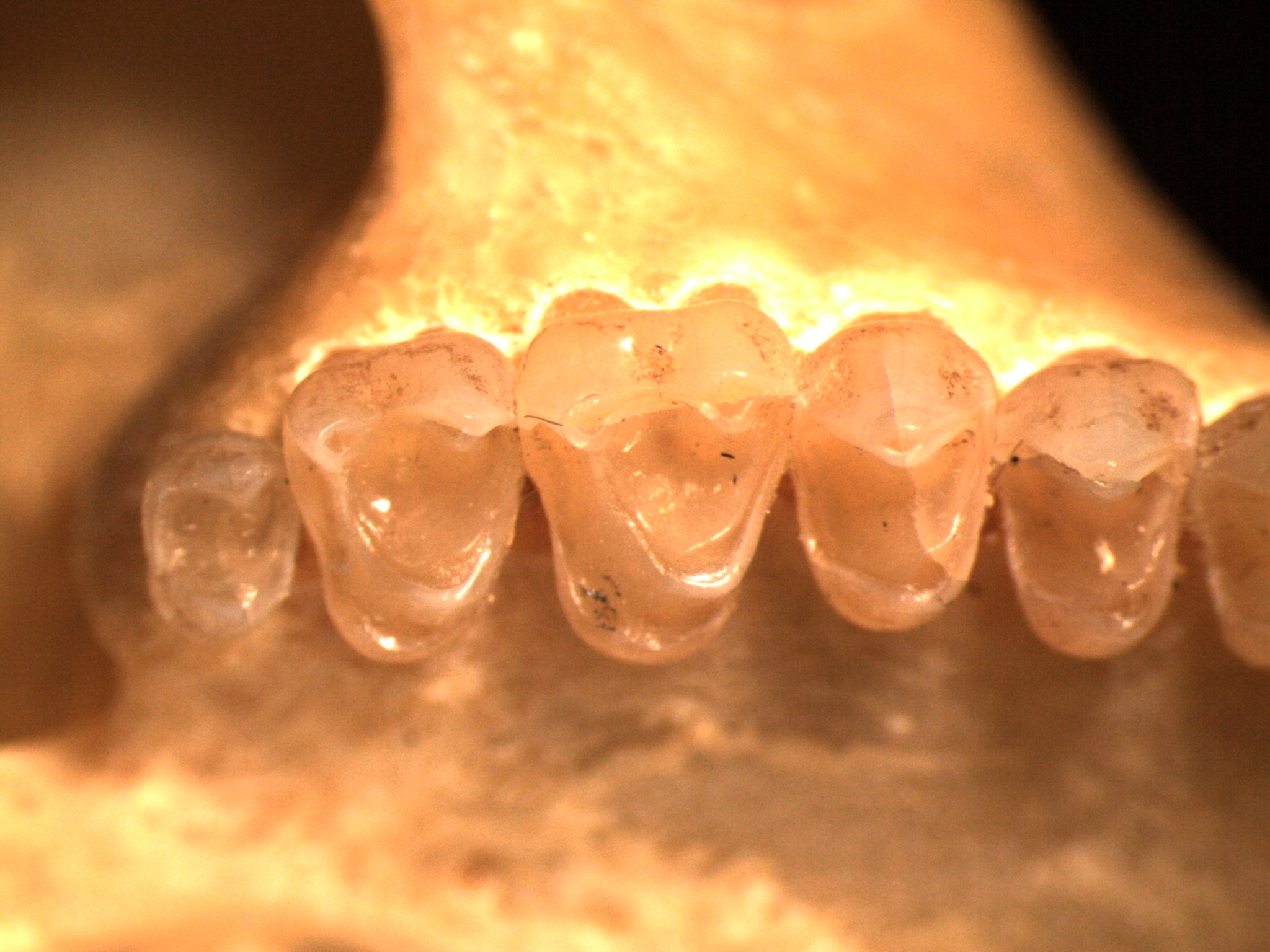
Série molar superior de C. goeldii

Até então, tanto Thomas como Miranda Ribeiro haviam descrito as novas espécies com base somente na pelagem, mas em 1913, Thomas publica uma análise sobre o crânio do animal e descobre que a espécie possui três molares de cada lado da mandíbula, enquanto que todos os outros saguis conhecidos apresentam dois de cada lado. Com o achado, o autor inglês corroborou a existência do gênero Callimico, e considerou C. snethlageri um sinônimo-júnior de C. goedlii.

### Posição filogenética
O sagui-de-goeldi foi tradicionalmente considerado o "elo-perdido" entre os macacos do Novo Mundo maiores (antigamente todos incluídos na família Cebidae) e os saguis (antigamente incluídos na família Callitrichidae). Essa classificação se deve ao fato de Callimico possuir uma mistura de características que o une ora aos Cebidae, como três molares, hipocone no primeiro molar e nascimento comum de um único filhote, ora aos Callitrichidae, como tamanho pequeno (aprox. 500 g) e presença de garras nas mãos e pés. Alguns autores, como o influente Philip Hershkovitz, chegaram a classificar Callimico em uma família monotípica Callimiconidae.
Com o advento do método da cladística para inferir filogenias, constatou-se que Callimico compartilhava uma série de caracteres derivados com os saguis e micos (como presença de garras e tamanho pequeno), e foi considerado um gênero de Callitrichinae. A maioria das filogenias com base em morfologia classifica Callimico como o primeiro gênero a divergir dos demais calitriquíneos. As primeiras filogenias moleculares dos macacos do Novo Mundo, entretanto, recuperaram a linhagem de Callimico profundamente inserida na filogenia de Callitrichinae, como grupo irmão do clado que contém os menores saguis (Callithrix, Cebuella e Mico).
A posição de Callimico nas filogenias morfológicas e moleculares é bastante contrastante, e atualmente a evidência morfológica que suporta o gênero como grupo-irmão do clado (Callithrix, Cebuella, Mico) é muito escassa.

## Distribuição geográfica e habitat
Os saguis-de-goeldi possuem uma distribuição restrita ao oeste amazônico, ocorrendo no sul da Colômbia, a sul do Rio Caquetá/Japurá, leste do Equador, na amazônia oriental Peruana, no extremo oeste da amazônia brasileira (estados do Acre, Amazonas e Rondônia), entre os rios Juruá e Gregório e Purus e Iaco (afluente sul do Rio Purus) e Abunã (afluente norte do Rio Madeira), atingindo seu limite sul no Departamento de Pando, na Bolivia.
Possuem uma distribuição naturalmente fragmentada, ocorrendo em baixas densidades e raramente avistados. São mais frequentemente encontrados em florestas com bambuzais.